# Deutsche Sprache in Kamerun
Kamerun ist ein multilinguales Land, wobei die deutsche Sprache heute meistens als Fremdsprache gelernt wird. Amtssprachen sind Französisch (rund 80 % der Bevölkerung, im Norden, Süden und Westen) und Englisch (ca. 20 % der Bevölkerung, im Nord- und Südwesten), entsprechend der Zuordnung der Verwaltungsdistrikte nach dem Ersten und Zweiten Weltkrieg (Völkerbundsmandate/UNO-Treuhandschaft). In Kamerun sprechen etwa 230.000 Menschen Deutsch als Fremdsprache.

## Ortsnamen, Inschriften und Schilder
Einige Ortsnamen in Kamerun tragen noch einen deutschen Namen wie etwa Lolodorf. Andere Ortsnamen wurden verändert, wie z. B. Jaunde in Yaoundé.
Auf den deutschen Friedhöfen, die während der Kolonialzeit in Kamerun angelegt worden sind, lassen sich noch Inschriften auf den Gräbern erkennen. Dort gibt es auch deutschsprachige Hinweisschilder.

## Kamerundeutsche
Zur Zeit der deutschen Kolonie Kamerun wanderten ab 1884 Deutsche nach Kamerun aus. Von 1897 bis 1912 stieg die Zahl der Kamerundeutschen von 181 auf rund 1000 Personen. Zwischen 1925 und 1939 stieg diese Zahl nochmals im Zusammenhang mit der Plantagenwirtschaft am Kamerunberg. Nahezu alle Deutschen wurden 1914–16 bzw. 1939 aus dem Land verwiesen.

## Kameruner Bildungswesen
In Yaoundé gibt es ein Goethe-Institut, seit 2009 eine deutsche Schule und seit 2013 auch einen deutschen Kindergarten. Im Jahr 2010 lernten mehr als 220.000 Kameruner die deutsche Sprache in 1115 Schulen. Die relativ hohe Zahl der Deutschlernenden in Kamerun hängt jedoch weniger mit der deutschen Kolonialherrschaft, sondern vielmehr mit den Besonderheiten des importierten französischen Schulsystems zusammen. In Kamerun ist es zudem möglich, Germanistik zu studieren, wie z. B. in Jaunde seit 1997. Im Jahr 2016 nutzten 7336 Kameruner die Möglichkeit, in Deutschland zu studieren. Damit ist Deutschland das zweitbeliebteste Studienland der Kameruner. Zudem gibt es einen Verein deutschsprachiger Schriftsteller in Afrika.